# Bohrium
Bohrium (chemická značka Bh) je patnáctý transuran, silně radioaktivní kovový prvek, připravovaný uměle v cyklotronu nebo urychlovači částic.
Bohrium doposud nebylo izolováno v dostatečně velkém množství, aby bylo možno určit všechny jeho fyzikální konstanty. Při své poloze v periodické tabulce prvků by svými vlastnostmi mělo připomínat rhenium, jeho oxidy by tedy měly být kyselinotvorné.
Jeho nejstabilnější známý izotop 270Bh má poločas přeměny 60 sekund.

## Historie

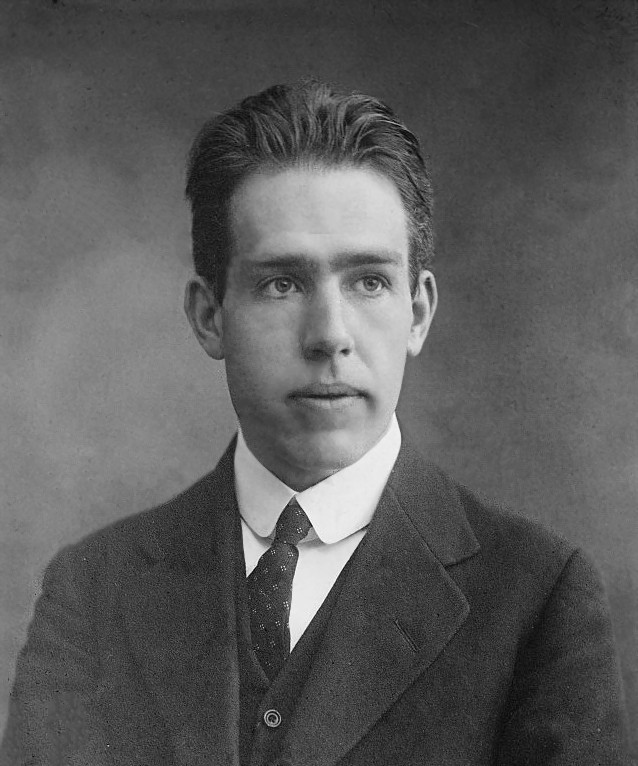
Niels Bohr

První přípravu prvku s atomovým číslem 107 ohlásila skupina vedená Georgijem Fljorovem v roce 1976 v laboratořích Ústavu jaderného výzkumu v Dubně v bývalém Sovětském svazu. Bombardováním izotopu bismutu jádry atomu chromu získali izotop 261Bh s poločasem přeměny přibližně 10 milisekund.
 209
83 Bi +  54
24 Cr →  261
107 Bh +  1
0 n
Potvrzení této jaderné syntézy se podařilo roku 1981 v Ústavu pro výzkum těžkých iontů v německém Darmstadtu. Zde byl také syntetizován izotop 262Bh s delší dobou života.
Prvotní návrh na pojmenování nového prvku zněl nielsbohrium na počest dánského fyzika Nielse Bohra. Později na zasedání IUPAC v roce 1997 definitivně potvrzeno pojmenování prvku bohrium s chemickou značkou Bh. V Rusku se názvem nielsbohrium (chemický symbol Ns) označuje prvek dubnium.

## Izotopy
Doposud je známo následujících 16 izotopů bohria:
| Izotop | Rok objevu | Reakce         | Poločas rozpadu |
| ------ | ---------- | -------------- | --------------- |
| 260Bh  | 2007       | 209Bi(52Cr,n)  | 35 ms           |
| 261Bh  | 1989       | 209Bi(54Cr,2n) | 11,8 ms         |
| 262Bh  | 1981       | 209Bi(54Cr,n)  | 22 ms           |
| 263Bh  |            |                | ?               |
| 264Bh  | 1994       | 209Bi(64Ni,n)  | 0,44 s          |
| 265Bh  | 2004       | 243Am(26Mg,4n) | 0,9 s           |
| 266Bh  | 2004       | 209Bi(70Zn,n)  | 1,7 s           |
| 267Bh  | 2000       | 249Bk(22Ne,4n) | 17 s            |
| 268Bh  |            |                | ?               |
| 269Bh  |            |                | ?               |
| 270Bh  | 2006       | 237Np(48Ca,3n) | 60 s            |
| 271Bh  |            |                | ?               |
| 272Bh  | 2003       | 243Am(48Ca,3n) | 10 s            |
| 273Bh  |            |                | ?               |
| 274Bh  |            |                | 0,9 min         |
| 275Bh  |            |                | ?               |